# Josef Klička (organista)
Josef Klička   (Praga, 10 de novembre de 1889 - Klatovy, 5 de setembre de 1978) va ser un organista txec.
Va produir diverses composicions d'orgue de grans dimensions a l'estil del romanticisme tardà; aquests s'han enregistrat en CD. Llicenciat en interpretació d'òrgans pel Conservatori de Praga, Klička posteriorment va treballar com a organista i director d'orquestra i finalment es va convertir en professor d'interpretació a la seva antiga escola. Això va ser de 1892 a 1895, com a successor de Dvořák, llavors als Estats Units.
Era fill de Josef Klička (1855–1937), també músic i compositor com ell.

## Obres seleccionades
Música de cambra
- Scherzo per a 3 violins i piano, op.63

Òrgan
- Concert Fantasia en do menor, op.59
- Concert Fantasia en sol menor
- Concert Fantasia en fa♯ menor, op.36
- Concert Fantasia al Coral de Sant Vencesc (1890)
- Llegenda en D major, op.49
- Llegenda en D menor, op.54
- Llegenda en si menor, op.98
- 10 Preludis i Fugues